# Charles Benedict Calvert
Charles Benedict Calvert (ur. 24 sierpnia 1808, zm. 12 maja 1864) – amerykański polityk. W latach 1861–1863 przez jedną kadencję Kongresu Stanów Zjednoczonych był przedstawicielem szóstego okręgu wyborczego w stanie Maryland w Izbie Reprezentantów Stanów Zjednoczonych.